# Handlebars
Handlebars è un singolo della cantante e rapper sudcoreana Jennie, pubblicato il 14 marzo 2025 come quarto estratto dal primo album in studio Ruby.

## Descrizione
Quarta traccia del disco, il brano vede la partecipazione della cantante britannico-albanese Dua Lipa.

## Promozione
Jennie ha incluso Handlebars nella scaletta del suo The Ruby Experience, che è iniziato a Los Angeles il 6 marzo 2025, in concomitanza con l'uscita dell'album. Ha anche eseguito la canzone per l'Iconic Stage di Billboard il 12 marzo successivo.

## Video musicale
Il video, reso disponibile il 10 marzo 2025 sul canale YouTube di Jennie, è stato diretto da BRTHR.

## Formazione
- Jennie – voce
- Dua Lipa – voce aggiuntiva
- Rob Bisel – produzione, cori di sottofondo, registrazione, ingegneria del suono, basso, glockenspiel, chitarra, pianoforte, programmazione, sintetizzatore
- Ido Zmishlany – produzione
- Amy Allen – cori di sottofondo
- Delacey – cori di sottofondo, registrazione, produzione vocale
- Kuk Harrell – registrazione, ingegneria del suono, produzione vocale
- Jelli Dorman – produzione vocale, assistenza tecnica vocale
- Jackson Card – ingegneria del suono
- Aaron Stirling – ingegneria del suono, batteria, percussioni
- Chris "Tek" O'Ryan – produzione vocale
- Cameron Gower Poole – registrazione, produzione vocale
- James Alan – pianoforte
- Shelby Epstine – glockenspiel
- Șerban Ghenea – missaggio
- Bryce Bordone – assistenza al missaggio
- Will Quinnell – mastering

## Successo commerciale
Handlebars ha esordito al 41º posto della Official Singles Chart con 10 882 unità, risultando la seconda traccia tratta dal disco più consumata dopo Like Jennie.

## Classifiche
| Classifica (2025) | Posizione massima |
| ----------------- | ----------------- |
| Canada            | 47                |
| Corea del Sud     | 68                |
| Filippine         | 16                |
| Francia           | 134               |
| Grecia            | 98                |
| Hong Kong         | 6                 |
| Irlanda           | 67                |
| Malaysia          | 7                 |
| Portogallo        | 106               |
| Regno Unito       | 41                |
| Singapore         | 5                 |
| Stati Uniti       | 80                |
| Taiwan            | 4                 |
| Thailandia        | 8                 |
| Vietnam           | 5                 |